# Луа-Луа, Ломана
Ломана́ Трезо́р Луа́-Луа́ (фр. Lomana Trésor LuaLua; 28 декабря 1980, Киншаса, Заир) — конголезский футболист, нападающий.
Луа-Луа родился в Киншасе, но в возрасте 8 лет переехал в Великобританию. Первым клубом Ломана был «Колчестер Юнайтед», в котором он за 2 сезона провёл 68 матчей и забил 21 гол. В 2000 году игрока подписал клуб Премьер-лиги «Ньюкасл Юнайтед». Ломана не смог выдержать конкуренцию за место в основном составе клуба и в 2004 году был отдан в аренду «Портсмуту», который затем выкупил права на футболиста. Раскрыть свой потенциал в «Портсмуте» у Луа-Луа также не получилось — мешали постоянные проблемы с дисциплиной и малярия, которой игрок заболел во время одной из поездок в Африку. В 2007 году Ломана покинул Великобританию и переехал в Грецию, после чего играл в чемпионатах Катара, Кипра и Турции. Луа-Луа — один из лидеров сборной Демократической Республики Конго, в её составе участвовал в Кубке африканских наций 2002, 2004, 2006 и 2013 года.
Ломана — основатель «Фонда Луа-Луа», помогающего детям-сиротам из Конго, он также активно участвует в акции «Покажи расизму красную карточку». Дважды, в 2006 и 2007 году, футболист был арестован после ссор со своей невестой, но оба раза был отпущен без предъявленных обвинений.

## Юность
Ломана Луа-Луа родился 28 декабря 1980 года в Киншасе, Заир. В 1989 году семья будущего футболиста переехала в Великобританию и поселилась в Лондоне, в районе Форрест Гейт. Заниматься футболом он начал только в 16 лет, ранее отдавая предпочтение спортивной гимнастике. Уже через год он был замечен скаутами «Колчестер Юнайтед», которых впечатлила его игра в матче колледжей Лейтона (за который выступал Ломана) и Колчестера. «Несложно было выбрать его из 22-х 17-летних парней» — сказал скаут Джефф Харроп и пригласил юношу на просмотр в «Колчестер», с которым он и подписал затем свой первый контракт.
Помимо самого Ломана в его семье ещё трое профессиональных футболистов — брат Казенга, полузащитник «Брайтон энд Хоув Альбион», и двоюродные братья Трезор Кандол и Янник Боласи.

## Карьера

### «Колчестер»
Луа-Луа подписал контракт с «Колчестером» в сентябре 1998 года. Адаптация в профессиональном футболе проходила у Ломана с трудом — он проводил много времени в ночных клубах. Джефф Харроп говорил, что тренерский состав «Колчестера» приложил немало усилий, чтобы добиться от игрока профессионального отношения к делу. Уже в дебютном матче за свой новый клуб Луа-Луа забил мяч в ворота «Честерфилда». За 2 сезона Ломана сыграл 68 матчей в составе «Колчестера», в 44-х из которых выходил в стартовом составе, а в 24-х — на замену. Ворота соперника Луа-Луа поражал 21 раз. 19-летним нападающим интересовались несколько клубов Премьер-лиги и несмотря на то, что главный тренер «Колчестера» Стив Уиттон не намеревался продавать игрока, в сентябре 2000 года он подписал контракт с «Ньюкасл Юнайтед». Сумма сделки составила 2,25 млн фунтов стерлингов. «Ньюкасл» и раньше пытался приобрести Луа-Луа, который приглянулся тренеру «сорок» Рууду Гуллиту, но «Колчестер» отверг предложение в 300 тысяч, однако от куда более выгодного второго предложения руководства скромного клуба отказаться не смогло.

### «Ньюкасл»
Приобрести Ломана тренеру «Ньюкасла» Бобби Робсону посоветовал его ассистент Мик Уотсворт, бывший главный тренер «Колчестера». Прежде чем подписать контракт, Робсон просмотрел потенциального новичка и остался им доволен: «Он должен научиться командной игре, но у него особый талант. Мы покупаем очень многообещающего, очень талантливого игрока». В результате Ломана подписал с «Ньюкаслом» 5-летний контракт. Дебютный для Луа-Луа матч прошёл в сентябре 2000 года, в нём его команда уступила «Чарльтону» со счётом 0:1. В сезоне 2000/01 провёл 23 игры за новый клуб в чемпионате и кубках, в которых так и не смог ни разу отличиться. Лишь в начале сезона 2001/02 Ломана сумел прервать сухую серию, дважды забив в матчах Кубка Интертото. Однако свой первый гол в Премьер-лиге он забил лишь в апреле 2002 года, чем помог «Ньюкаслу» одержать победу над «Дерби Каунти» со счётом 3:2. В оставшихся четырёх играх сезона Ломана смог отличиться ещё дважды. Начало сезона 2002/03 также выдалось для него удачным — в 4-х первых играх он забил 3 мяча. Но к концу чемпионата конкуренция за место в составе ужесточилась и Луа-Луа стал появляться на поле реже; его место в основном составе занял Крейг Беллами. 11 марта в матче Лиги Чемпионов с «Интером» у Ломана случился конфликт с Кристианом Вьери. В конце игры итальянец назвал Луа-Луа «обезьяной». Игрок «Ньюкасла» сообщил о случившемся журналистам, Вьери факт подтвердил, но заявил, что его слова не носили оскорбительного характера, что подтвердил сам Луа-Луа. Конфликт рассматривался УЕФА, которой затем Вьери оправдал. Позже Луа-Луа заявил, что никаких интервью не давал и сожалеет, что случившееся вызвало такой резонанс. В январе 2003 года Луа-Луа заявил в прессе, что по его мнению, он и остальные запасные «Ньюкасла» заслужили свой шанс закрепиться в клубе: «Возможно некоторые считают, что я должен быть вполне доволен, сидя на скамейке запасных и получая хорошие деньги. Но это не так. Я здесь не ради денег, я хочу стабильно играть в основе». Однако Робсон к словам Ломана не прислушивался и в начале сезона 2003/04 нападающий находился, в основном, в запасе. В ноябре Луа-Луа заявил, что возможно покинет клуб в ближайшее время. В ответ на высказывания футболиста Робсон в интервью газете «Ивнинг Кроникл» сказал, что не потерпит, чтобы кто-то указывал ему как руководить клубом и обвинил Луа-Луа в недостатке профессионализма: «Он должен закрыть свой рот, выходить на поле и делать то, за что ему платят». За 4 сезона в клубе Ломана сыграл в общей сложности 88 матчей (21 матч в основе и 67 выходов на замену), в которых он забил 9 мячей.

### «Портсмут»
В феврале 2004 года, после возвращения с Кубка африканских наций, Луа-Луа был взят в аренду «Портсмутом» на 3 месяца, с возможностью покупки игрока в конце сезона. Уже в дебютном матче с «Тоттенхэмом» (3:4) он открыл счёт своим голам за новый клуб. Во время аренды Ломана сумел огорчить и «Ньюкасл», спасши «Портсмут» от поражения на 89-й минуте (1:1). За время аренды нападающий сыграл 15 матчей, в которых забил 4 мяча, а его клуб финишировал в середине таблицы. Главный тренер «Портсмута» Гарри Реднапп остался доволен игрой Луа-Луа, и в конце сезона 2003/04 клуб выкупил у «Ньюкасла» права на футболиста за 1,75 млн фунтов стерлингов.
В сезоне 2004/05 Луа-Луа 26 раз вышел на поле и забил шесть мячей, два из которых — в дерби с «Саутгемптоном». Сезон был омрачён травмами паха и подколенного сухожилия в мае 2005 года. Также в декабре 2004 года игрок имел проблемы с Футбольной ассоциации Англии, после того, как он неподобающе вёл себя, получив красную карточку в матче с «Блэкберном». Дисквалификация на три матча была увеличена на одну игру, футболист был оштрафован на 5 тысяч фунтов стерлингов. Хотя ассистент тренера «Портсмута» Джо Джордан признал, что игрок его команды был неправ, сам Луа-Луа виновным себя не считал. В сезоне 2005/06 Ломана вновь сыграл 26 матчей, забил 7 мячей, но вновь не смог отыграть полный сезон — осенью 2005 года, уехав в Африку играть за сборную, он заболел малярией. Также он пропустил несколько игр из-за участия в Кубке африканских наций, а в апреле получил травму, исполняя сальто после забитого мяча в ворота «Арсенала». В декабре игрок вновь имел проблемы с Футбольной ассоциацией, которая сочла безосновательными его обвинения в симпатиях судьи Урии Ренни к сопернику «Портсмута», «Тоттенхэму», в матче, в котором «шпоры» выиграли со счётом 3:1. В июне 2006 года Луа-Луа подписал новый 3-летний контракт с «помпеями». Из-за травмы лодыжки в товарищеском матче Ломана пропустил начало сезона 2006/07. После восстановления нападающий пытался вернуться в основу, но из 24-х матчей только в 8-и он появился на поле с первых минут игры, а поразить ворота ему удалось лишь дважды. Реднапп высказал обеспокоенность формой Луа-Луа. В августе Ломана перешёл в греческий «Олимпиакос». «Луа-Луа — отличный игрок, но он решил покинуть команду. Форвард не привык быть в тени и готов был стать одним из ведущих форвардов премьер-лиги. Но ситуация сложилась так, что нападающий перешёл в „Олимпиакос“, где сможет выступать в Лиге Чемпионов. Этот переход, безусловно, усилил греков» — сказал Реднапп по поводу трансфера Луа-Луа.

### Игра за пределами Англии

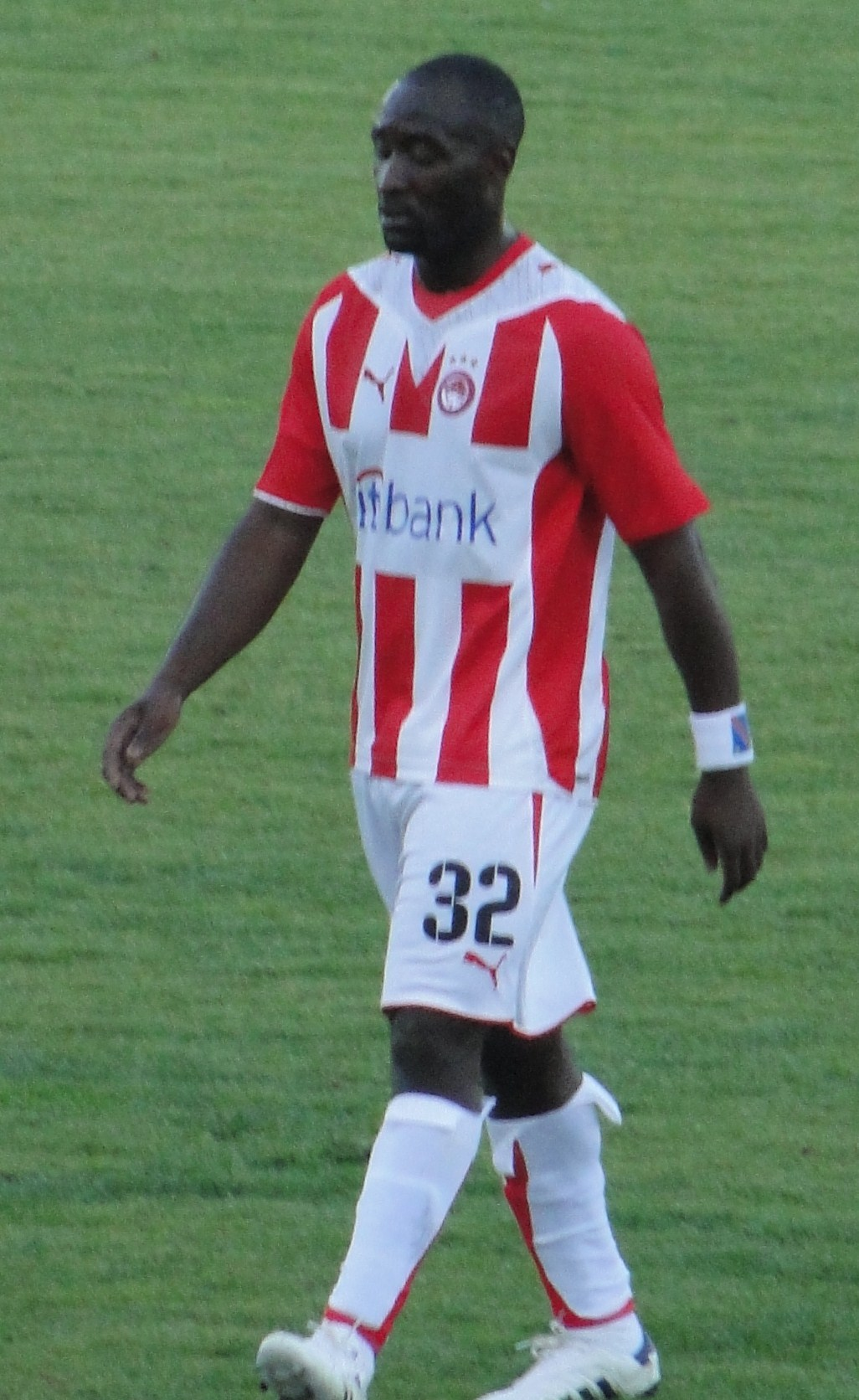
Луа-Луа в составе «Олимпиакоса»

В августе 2007 года Луа-Луа подписал 3-летний контракт с чемпионом Греции «Олимпиакосом». Сумма сделки составила 4,1 млн евро. Ломана дебютировал в чемпионате Греции 2 сентября в принципиальном матче с «Панатинаикосом», завершившимся нулевой ничьей. Первый гол за новый клуб нападающий провёл 23 сентября в матче с ОФИ (6:2), в котором он сделал дубль. В январе Луа-Луа помог своему клубу одержать разгромную победу над извечным соперником «Панатинаикосом». Ломана положил начало разгрому, забив красивый мяч с 30 метров. В феврале нападающий из-за травмы лодыжки пропустил первый матч 1/8 финала Лиги Чемпионов против «Челси» (0:0). В марте он усугубил травму в матче с «Астерас Триполис» и не смог сыграть с «Челси» (0:3). Большую часть оставшегося сезона Ломана пропустил, вернувшись в строй лишь в конце апреля. «Олимпиакос» в четвёртый раз подряд стал чемпионом Греции. В мае, незадолго до финала Кубка Греции, он был выставлен на трансфер руководством клуба. За «Олимпиакос» Луа-Луа провёл 30 матчей, в которых забил 6 мячей.
После того, как череда травм вынудила его покинуть Грецию, Ломана уехал в Азию, в катарский клуб «Аль-Араби» из Дохи, подписав с клубом контракт на один год в июне 2008 года. На личном сайте игрока появлялась информация о интересе к нападающему со стороны клубов Испании, России и Саудовской Аравии, однако предложение катарцев было наиболее предпочтительным. Причиной, по которой он покинул «Олимпиакос», Ломана назвал уход главного тренера и спортивного директора, которые купили его в греческий клуб. 30 октября Луа-Луа сыграл в финале Кубка шейха Яссима, в котором «Аль-Араби» со счётом 3:0 победил «Эр-Райян», Ломана открыл счёт в матче на 7-й минуте. Первый гол в чемпионате Катара Луа-Луа забил 20 февраля 2009 года, приняв участие в победе своего клуба над «Аль-Хором». Второй свой мяч в сезоне нападающий забил в ворота «Аль-Харитии» (1:0). Сезон «Аль-Араби» закончил на 7-м месте.
В декабре 2009 года Луа-Луа стал свободным агентом, покинул «Аль-Араби» и вернулся в «Олимпиакос». Игрок подписал 6-месячный контракт, который греческий клуб мог по желанию продлить на 2 года. Сам футболист признал, что переезд в Катар был ошибкой: «Я не должен был покидать „Олимпиакос“. Рад, что вернулся в команду и теперь хочу помочь ей стать чемпионом страны». 14 февраля Луа-Луа впервые после возвращения забил, оформив дубль в ворота «Астерас Триполис». В сезоне 2009/10 Ломана провёл за «Олимпиакос» 12 матчей в регулярном чемпионате и 5 в плей-офф.
В июне 2010 года появилась информация, что игроком интересуется французский ПСЖ, однако Луа-Луа выбрал другое продолжение карьеры, подписав 2-летний контракт с кипрской «Омонией». Ломана забил свой первый гол за новую команду в дебютном матче чемпионата Кипра в ворота «Алки» 18 сентября 2010 года, выйдя на замену вместо Георгиоса Эфрема. 18 мая 2011 года Луа-Луа выиграл со своей командой Кубок Кипра обыграв в серии послематчевых пенальти «Аполлон» — 4:3.

### «Блэкпул». Турция
В сентябре 2011 года, после ухода из «Омонии», Луа-Луа тренировался с клубом Первой английской лиги «Хартлпул Юнайтед». Вскоре ему был предложен контракт «Блэкпулом», который выступал в Чемпионшипе. Луа-Луа внёс вклад в победу своего нового клуба в матче с «Лидс Юнайтед», сделав дубль, а его команда победила на счётом 5:0 на «Элланд Роуд». 2 января 2012 года, Ломана забил свой первый гол в новом году в мачте против «Мидлсбро». Всего же в 29 матчах чемпионата Луа-Луа забил 4 гола.

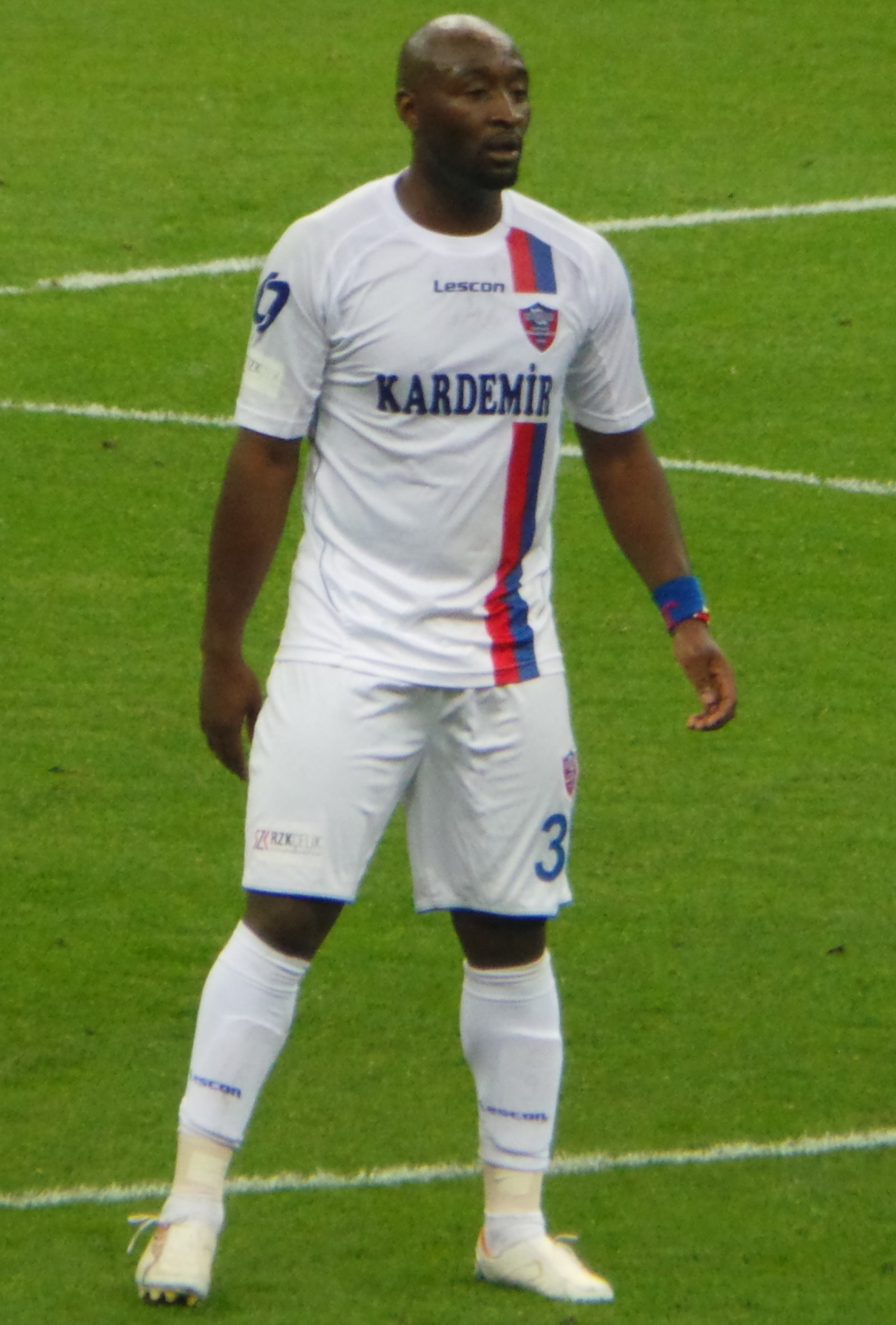
Луа-Луа в 2013 году

24 мая 2012 года, было подтверждено, что Луа-Луа отклонил новый контракт с «Блэкпулом» и подписал двухлетний контракт с клубом турецкого чемпионата «Карабюкспор». Ломана сыграл в 30 из 34-х матчей в сезоне 2012/13 и был признан одним из лучших игроков первых таймов турецкого чемпионата. В середине следующего чемпионата Луа-Луа выразил желание покинуть клуб. 15 января было объявлено о его переходе в другую команду турецкой Суперлиги — «Ризеспор». Ломана удачно провёл вторую часть сезона за новый клуб, забив 4 мяча и отдав 5 голевых передач в 11 оставшихся матчах.
2 февраля 2015 года Луа-Луа перешёл в свой третий турецкий клуб «Акхисар Беледиеспор».

## Международная карьера
Впервые Луа-Луа был вызван в сборную страны на Кубок африканских наций 2002, прошедшего в начале года в Мали. 21-летний нападающий сыграл во всех 4-х матчах своей команды — с Того (0:0), Камеруном (0:1), Кот-д’Ивуаром (3:1) и матче четвертьфинала с Сенегалом, проигранном его сборной со счётом 0:2 и вызвавшем некоторые послематчевые споры. Сам Луа-Луа обвинил арбитра матча, Доменико Мессину, что тот судил откровенно в «одну сторону».
Квалификация к Кубку африканских наций 2004 для ДР Конго началась 8 сентября матчем с Ливией (2:3). Первоначально Луа-Луа не хотел принимать участия в матче, но, после угроз в адрес его семьи, был вынужден сыграть в нём. Эти события заставили футболиста пересмотреть отношение к игре за сборную. Главный тренер «Ньюкасла», на тот момент клуба Луа-Луа, Бобби Робсон заявил: «Он не хотел играть в этом матче, но потом сказал, что должен, так как его бабушке угрожали». В октябрьском матче со сборной Ботсваны, завершившимся победой ДР Конго со счётом 2:0, Ломана был удалён с поля за две необязательные жёлтые карточки и получил 2-матчевую дисквалификацию. В следующий раз Луа-Луа вышел на поле только в июле 2003 года, вновь в матче с Ботсваной, ничья (0:0) в котором обеспечила ДР Конго выход на первенство. Изначально Луа-Луа не собирался ехать на чемпионат, желая поправить свои дела в «Ньюкасле», однако был включён в заявку, причём из-за отсутствия капитана сборной Шабани Нонда, травмировавшего колено, получил капитанскую повязку. Ломана заявил, что очень гордится тем, что все смотрят на него, как на лидера. Нападающий принял участие в первой игре турнира со сборной Гвинеи (1:2), а в следующей — с Тунисом — был удалён с поля уже на 39-й минуте за слабый удар по ноге игроку тунисской сборной Джавхару Мнари, а после этого 3 минуты не покидал поле. В итоге сборная ДР Конго потерпела поражение со счётом 0:3 и покинула чемпионат. После матча Луа-Луа думал об уходе из международного футбола, раскритиковал поведение игроков сборной Туниса и организацию турнира. Позже он подверг критике Федерацию конголезского футбола за плохое состояние сборной и заявил, что готов продолжить выступления за команду: «Я никогда не отвернусь от моей страны. Я играю за Конго и горжусь этим». Также он попросил прощения за удаление в матче с Тунисом.
Из-за 4-матчевой дисквалификации Луа-Луа пропустил начало квалификации к чемпионату мира 2006. В сентябре 2004 он был попал в заявку на матч со сборной ЮАР, но пропустил его из-за травмы. На октябрьский матч ДР Конго с командой Ганы Ломана и вовсе не был вызван. Матч со сборной Ганы в марте 2005 года игрок пропустил из-за разногласий с Федерацией футбола ДР Конго. В августе Луа-Луа сыграл в товарищеском матче со сборной Гвинеи, который рассматривался как подготовка к решающим отборочным матчам чемпионата мира. Сборная ДР Конго одержала победу со счётом 2:1, а Ломана забил 2-й мяч своей команды. В сентябре он сыграл в матче с Кабо-Верде (2:1), а последний матч отборочного турнира со сборной ЮАР пропустил из-за малярии. В итоге сборная ДР Конго закончила квалификацию на 2-м месте, отстав на 5 очков от команды Ганы. Путёвка на чемпионат мира конголезцам не досталась, однако они, минуя квалификацию, вышли в Кубок африканских наций 2006.
В ноябре 2005 года Луа-Луа был исключён из заявки сборной на товарищеский матч с Тунисом, который прошёл в Париже и являлся частью подготовки команд к Кубку африканских наций 2006. Ломана был одним из нескольких футболистов, которым было отказано во французской визе. На самом кубке, проходившем в январе и феврале в Египте Луа-Луа вновь стал капитаном команды, так как Шабани Нонда из-за травмы пропускал свой второй Кубок подряд. Позже футболист отложил свой отъезд в Африку, желая помочь «Портсмуту» в важном матче чемпионата Англии с «Эвертоном», из-за чего пропустил товарищеский матч с Сенегалом. Перед самым началом первенства Луа-Луа и ещё несколько ведущих игроков сборной пригрозили бойкотировать чемпионат, если не будет решена проблема с выплатой футболистам заработной платы. Спор разрешился лишь незадолго до начала первого матча турнира с Того, после личного звонка президента ДР Конго Жозефа Кабилы, пообещавшего капитану уладить этот вопрос. В матче с Того сборная выиграла со счётом 2:0, а Луа-Луа забил гол и отдал голевую передачу. Также Ломана сыграл в матчах с Анголой (0:0) и Камеруном (0:2) и помог сборной выйти в четвертьфинал, где она потерпела поражение от хозяев турнира, сборной Египта. Во время турнира умер 18-месячный сын футболиста, но Луа-Луа узнал об этом только после завершения участия команды в турнире. Футбольные чиновники ДР Конго скрыли информацию от игрока, чтобы его мысли были сконцентрированы на игре.
В квалификационном матче Кубку африканских наций 2008 против сборной Эфиопии, состоявшимся в апреле 2007 года, Луа-Луа забил один мяч, а итоговой результат (2:0) позволил сборной ДР Конго выйти на первое место. На ответный матч в Эфиопию Ломана не прилетел, так как руководство сборной не успело оформить для игрока проездные документы. После того, как сборная ДР Конго закончила отборочную группу только на 3-м, не дающем права выхода в финальную часть, месте, министр спорта Демократической Республики Конго Пардонн Кабила уволил тренера сборной Анри Депирё и лишил Луа-Луа капитанской повязки.
Следующий матч за сборную Луа-Луа провёл в июне 2008 года, в первом отборочном этапе чемпионата мира 2010 года, это была игра с Египтом. После возвращения с матча игрок жаловался на боль в животе. У футболиста был обнаружен аппендицит и после операции он пропустил около 6-и недель, включая матч с Джибути (6:0), после которого сборная ДР Конго возглавила свою группу. Однако позже дела у команды пошли хуже и занятого ей третьего места не хватило для выхода во второй групповой этап. 11 октября 2008 года в гостевой игре против Малави Луа-Луа открыл счёт, однако соперник переломил ход встречи и смог победить — 2:1.
В отборочном турнире к Кубку африканских наций 2012 27 марта 2011 года Луа-Луа сумел отличиться с пенальти в домашнем матче со сборной Маврикия (3:0), положив начало разгрому соперника. Однако в дальнейшем неудовлетворительные результаты в играх с Сенегалом и Камеруном, не позволили сборной ДР Конго попасть на турнир.
Луа-Луа был включён в заявку сборной на Кубок африканских наций 2013, проходившем в ЮАР. В матчах группового раунда против Ганы (2:2), Нигера (0:0) и Мали (1:1) Ломана выходил на поле с первых минут, однако во всех 3-х матчах он был заменён уже в перерыве. Сборной ДР Конго не удалось выйти из группы, сыграв все матчи группового раунда вничью.

## Характеристика игрока
Луа-Луа универсален, может играть на позиции нападающего, атакующего полузащитника и вингера. Сам игрок предпочитает играть за нападающими и перед полузащитниками, выполняя роль «свободного художника». К сильным сторонам футболиста относятся скорость, дриблинг и, несмотря на средний рост и вес, физическая мощь, однако, как замечал ещё Бобби Робсон, Ломана слаб в командной игре и часто передерживает мяч. Обладает неплохим дальним ударом. Считаясь талантливым юниором, полностью раскрыть свой талант Ломана не смог — мешали постоянные проблемы с дисциплиной и подверженность травмам.

## Вне футбола
Луа-Луа — один из покровителей «Haslar Visitors Group», благотворительной организации, помогающей иммигрантам в центрах задержания. В 2006 году футболист основал «Фонд Луа-Луа», занимающийся поддержкой детей-сирот в ДР Конго. Силами фонда в Киншасе было построено общежитие, спортивный и образовательный центр. Также Ломана является активным участником акции «Покажи расизму красную карточку», в 2004 году он снялся в ролике «A Safe Place», в котором игроки Премьер-лиги рассказывали о своём отношении к расизму. Луа-Луа является религиозным человеком и относит себя к течению «вновь рождённых христиан».
До смерти своего сына, Луа-Луа был отцом 3-х детей. 5 октября 2006 года он был арестован после ссоры со своей невестой Натали, но никаких обвинений ему предъявлено не было и вскоре футболист был отпущен. Через 3 месяца после инцидента, 19 декабря 2007 года Луа-Луа вновь арестован, на этот раз по подозрению в нанесении телесных повреждений. Ломана провёл в тюрьме 15 часов, после чего был отпущен под залог. После смерти сына футболиста, Иисуса, от пневмонии Луа-Луа часто подвергался оскорблениям в Интернете. На форумах фанатов «Портсмута» футболиста обвиняли в том, что он избивает свою жену, некоторые пользователи заявляли, что рады смерти его сына. Этими сообщениями они пытались заставить футболиста покинуть «Портсмут», и Луа-Луа был близок к этому решению, но позже разместил на своём официальном сайте заявление о том, что команду покидать не собирается: «Я здесь уже 3 года и уходить никуда не хочу. Мне не важно, что обо мне подумают, скажут или напишут» Это решение Ломана помог принять технический директор «Портсмута» Аврам Грант, у которого игрок пользовался большим доверием.
Ломана написал предисловие к вышедшей 20 марта 2009 года автобиографии бывшего главного тренера «Колчестера» Стива Вигнала «You Can Have Chips».

## Статистика

### Клубная
| Клуб              | Сезон            | Лига | Лига | Кубок | Кубок | Кубок лиги | Кубок лиги | Еврокубки | Еврокубки | Итого | Итого |
| Клуб              | Сезон            | Игры | Голы | Игры  | Голы  | Игры       | Голы       | Игры      | Голы      | Игры  | Голы  |
| ----------------- | ---------------- | ---- | ---- | ----- | ----- | ---------- | ---------- | --------- | --------- | ----- | ----- |
| Колчестер Юнайтед | 1998/99          | 13   | 1    | 0     | 0     | 0          | 0          | —         | —         | 13    | 1     |
| Колчестер Юнайтед | 1999/00          | 42   | 12   | 1     | 1     | 2          | 1          | —         | —         | 45    | 14    |
| Колчестер Юнайтед | 2000/01          | 7    | 2    | 0     | 0     | 2          | 3          | —         | —         | 9     | 5     |
| Колчестер Юнайтед | Итого            | 61   | 15   | 1     | 1     | 4          | 4          | —         | —         | 67    | 20    |
| Ньюкасл Юнайтед   | 2000/01          | 21   | 0    | 2     | 0     | 0          | 0          | -         | -         | 23    | 0     |
| Ньюкасл Юнайтед   | 2001/02          | 20   | 3    | 3     | 0     | 3          | 0          | 6         | 2         | 32    | 5     |
| Ньюкасл Юнайтед   | 2002/03          | 11   | 2    | 1     | 0     | 1          | 0          | 9         | 2         | 22    | 3     |
| Ньюкасл Юнайтед   | 2003/04          | 7    | 0    | 1     | 0     | 1          | 0          | 2         | 0         | 11    | 0     |
| Ньюкасл Юнайтед   | Итого            | 59   | 5    | 7     | 0     | 5          | 0          | 17        | 4         | 88    | 9     |
| Портсмут          | 2003/04          | 15   | 4    | 0     | 0     | 0          | 0          | —         | —         | 15    | 4     |
| Портсмут          | 2004/05          | 25   | 6    | 0     | 0     | 1          | 0          | —         | —         | 26    | 6     |
| Портсмут          | 2005/06          | 25   | 7    | 1     | 0     | 0          | 0          | —         | —         | 26    | 7     |
| Портсмут          | 2006/07          | 22   | 2    | 0     | 0     | 2          | 0          | —         | —         | 24    | 2     |
| Портсмут          | Итого            | 77   | 19   | 1     | 0     | 3          | 0          | —         | —         | 81    | 19    |
| Олимпиакос        | 2007/08          | 21   | 5    | 3     | 0     | —          | —          | 6         | 1         | 30    | 6     |
| Олимпиакос        | Итого            | 21   | 5    | 3     | 0     | —          | —          | 6         | 1         | 30    | 6     |
| Аль-Араби (Доха)  | 2008/09          | 11   | 2    | —     | —     | 1          | 1          | —         | —         | 12    | 3     |
| Аль-Араби (Доха)  | Итого            | 11   | 2    | —     | —     | 1          | 1          | —         | —         | 12    | 3     |
| Олимпиакос        | 2009/10          | 17   | 3    | 0     | 0     | —          | —          | —         | —         | 17    | 3     |
| Олимпиакос        | Итого            | 17   | 3    | 0     | 0     | 1          | 1          | —         | —         | 17    | 3     |
| Омония            | 2010/11          | 19   | 4    | 6     | 2     | —          | —          | 3         | 1         | 28    | 7     |
| Омония            | Итого            | 19   | 4    | 6     | 2     | —          | —          | 3         | 1         | 28    | 7     |
| Блэкпул           | 2011/12          | 29   | 4    | 3     | 2     | —          | —          | —         | —         | 32    | 6     |
| Блэкпул           | Итого            | 29   | 4    | 3     | 2     | —          | —          | —         | —         | 32    | 6     |
| Карабюкспор       | 2012/13          | 30   | 11   | 2     | 0     | —          | —          | —         | —         | 32    | 11    |
| Карабюкспор       | 2013/14          | 12   | 2    | 2     | 2     | —          | —          | —         | —         | 14    | 4     |
| Карабюкспор       | Итого            | 42   | 13   | 4     | 2     | —          | —          | —         | —         | 46    | 15    |
| Ризеспор          | 2013/14          | 11   | 4    | 0     | 0     | —          | —          | —         | —         | 11    | 4     |
| Ризеспор          | 2014/15          | 8    | 0    | 0     | 0     | —          | —          | —         | —         | 8     | 0     |
| Ризеспор          | Итого            | 19   | 4    | 0     | 0     | —          | —          | —         | —         | 19    | 4     |
| Всего за карьеру  | Всего за карьеру | 365  | 75   | 19    | 7     | 14         | 5          | 23        | 5         | 412   | 87    |

### Международная
| № | Дата            | Соперник | Счёт | Голы | Турнир                       |
| 1 | 13 октября 2002 | Ботсвана | 2:0  | 1    | Отборочные матчи КАН-2004    |
| 2 | 16 августа 2005 | Гвинея   | 3:1  | 1    | Товарищеский матч            |
| 3 | 21 января 2006  | Того     | 2:0  | 1    | Кубок африканских наций 2006 |
| 4 | 29 апреля 2007  | Эфиопия  | 2:0  | 1    | Отборочные матчи КАН-2008    |
| 5 | 20 августа 2008 | Того     | 2:1  | 1    | Товарищеский матч            |
| 6 | 11 октября 2008 | Малави   | 1:2  | 1    | Отборочные матчи ЧМ-2010     |
| 7 | 27 марта 2011   | Маврикий | 3:0  | 1    | Отборочные матчи КАН-2012    |

## Достижения
«Олимпиакос»
- Чемпион Греции: 2007/2008
- Суперкубок Греции: 2008
- Обладатель Кубка Греции: 2007/2008

«Аль-Араби»
- Обладатель Кубка шейха Яссима: 2008

«Омония»
- Обладатель Кубка Кипра: 2010/2011
- Суперкубок Кипра: 2010